# Gandahar
Gandahar è un film fantasy di animazione francese del 1988. La versione originale è diretta da René Laloux e si basa sul romanzo di Jean-Pierre Andrevon, Les Hommes-machines contre Gandahar (Gli uomini-macchina contro Gandahar).

## Trama
Il popolo pacifico di Gandahar viene improvvisamente attaccato da un esercito di automi chiamati "Uomini di Metallo", che marcia attraverso i villaggi e trasforma le vittime in statue di pietra, che vengono raccolte e poi trasferite alla loro base. Nella capitale del Regno, Jasper, il Consiglio delle Donne ordina all'agente scelto Sylvain di indagare. Nel suo viaggio egli incontra i Deformati, una razza di esseri mutanti che sono stati creati attraverso la sperimentazione genetica degli scienziati di Gandahar. Nonostante il loro risentimento, sono anch'essi minacciati dagli Uomini di Metallo e si offrono di aiutare il giovane.
Sylvain salva successivamente Airelle, una giovane donna. Insieme scoprono la base degli automi dove i Gandahariani pietrificati vengono portati attraverso un grande portale e, apparentemente, vengono trasformati in Uomini di Metallo. I due si imbarcano come clandestini su una nave da guerra nemica, che si dirige verso il centro dell'oceano dove incontrano Metamorphis, un essere enorme a forma di cervello. Sylvain e Airelle vengono catturati e affrontati da Metamorphis, che gli dice che sebbene gli Uomini di Metallo credano che lui sia il loro capo, in realtà egli non li ha creati né ha ordinato il loro attacco. Dichiara inoltre di non voler vedere cadere Gandahar e di aver bisogno di tempo per capire il legame tra lui e gli Uomini di Metallo. Quindi rende la libertà a Sylvain e Airelle che, tornati a Jasper e raccontata la loro storia, apprendono che Metamorphis, come i Deformati, era anch'esso un esperimento degli scienziati di Gandahar. A causa della sua rapida crescita e del suo comportamento sempre più violento, fu abbandonato nell'oceano.
A Sylvain viene ordinato di uccidere Metamorphis con una siringa speciale. Sylvain torna quindi da Metamorphis che continua a proclamarsi innocente, ma rivela che gli Uomini di Metallo provengono in realtà dal futuro attraverso il portale che Sylvain ha visto in precedenza. Quindi sollecita Sylvain a ucciderlo ma soltanto tra mille anni, poiché la siringa non avrebbe alcun effetto su di lui ora. Uno scettico Sylvain decide di fidarsi, così Metamorphis lo mette in ibernazione.
Mille anni dopo, Sylvain si risveglia proprio come concordato. Si imbatte nei Deformati, che spiegano al giovane la vera natura dietro gli Uomini di Metallo: a causa dell'età ormai avanzata di Metamorphis, le sue cellule non possono più rigenerarsi, cosa che lo ha spinto a creare gli Uomini di Metallo: essi devono tornare indietro nel tempo per catturare i Gandahariani in modo da poter assorbire le loro cellule per continuare a vivere, uccidendo i Gandahariani nel processo. I Deformati, tuttavia, furono abbandonati poiché erano considerati indesiderabili. Sylvain e i Deformati si alleano quindi per sconfiggere il nemico comune.
I Deformati combattono gli Uomini di Metallo e salvano i rimanenti Gandahariani mentre Sylvain va da solo ad affrontare Metamorphis. I Deformati distruggono il serbatoio che rifornisce Metamorphis con nuove cellule, distraendolo abbastanza a lungo da permettere a Sylvain di iniettare la siringa nel mostro uccidendolo. Mentre il grande cervello muore, Sylvain e i sopravvissuti varcano appena in tempo il Portale del Tempo e tornano alla loro epoca, dove si ricongiungono agli scampati di Gandahar.

## Produzione
L'idea iniziale prende forma nel 1977 quando René Laloux contattò Jean-Pierre Andrevon per suggerirgli di adattare in un film d'animazione il suo romanzo Les Hommes-machines contre Gandahar, pubblicato nel 1969; Andrevon, che aveva immaginato la sua opera come un fumetto prima di farne un romanzo, è immediatamente interessato a un adattamento. René Laloux acquista quindi i diritti di adattamento del libro e sceglie di contattare il designer Philippe Caza che accetta di lavorare con lui nel film. Laloux ha fatto in modo che Andrevon leggesse molto rapidamente un copione che l'autore considerò molto fedele al romanzo.  Il progetto inizialmente prende la forma di un film pilota, Les Hommes-machine; questo cortometraggio ha un rendering visivo abbastanza diverso dalla forma che assume successivamente per il film stesso, e il tutto dura circa sette minuti. Il pilota racconta l'inizio delle avventure di Sylvain nella terra di Gandahar.
Il pilota tuttavia non è riuscito a convincere i produttori e il progetto non è andato oltre per mancanza di finanziamenti sufficienti. Dieci anni dopo, il produttore Léon Zuratas, amico di René Laloux, apprende attraverso la società di produzione COL-IMA-SON l'esistenza in Corea del Nord di studi di animazione che potrebbero produrre il film a un costo inferiore: il progetto è quindi riavviato e il lavoro di produzione viene quindi affidato allo Studio SEK della Corea del Nord.
Il film è famoso per i suoi strani paesaggi e la flora esotica, la fauna e gli abitanti bizzarri. Il progetto è stato realizzato dall'artista francese di fumetti Caza. I doppiatori della versione originale francese comprendevano Pierre-Marie Escourrou, Catherine Chevallier, Georges Wilson, Anny Duperey, Jean-Pierre Ducos e Jean-Pierre Jorris.
La versione inglese è stata diretta da Harvey Weinstein e prodotta da Bob Weinstein attraverso la stessa Miramax Films, mentre il noto autore di fantascienza Isaac Asimov ha curato la revisione della traduzione. Il titolo inglese The Light Years è una traduzione, non del titolo originale, ma della tagline originale Les Années lumière, come si vede sul poster francese. Il montaggio del film viene notevolmente modificato, principalmente nella prima mezz'ora, e la fine del film viene modificata utilizzando il materiale tagliato all'inizio del film. Inoltre, la versione inglese non contiene la maggior parte della colonna sonora di Gabriel Yared per la versione originale del film. La nuova colonna sonora è stata realizzata solo per alcune sequenze dagli sforzi congiunti di Jack Maeby, Bob Jewitt e Jim Klein.
Una certa scena nella versione inglese è stata modificata a causa della sessualità. È la scena in cui Airelle e Sylvain sono nel nido dopo essere scampati agli uomini di metallo. Nella versione integrale, Sylvain viene mostrato mentre si toglie la camicia, più tardi, lui e Airelle vengono mostrati sdraiati nudi nel nido di notte, apparentemente dopo essere stati intimi tra loro.
Tra gli attori che fornivano le voci per la versione in lingua inglese c'erano Glenn Close, Jennifer Grey, Terrence Mann, Teller di Penn e Teller, John Shea, Bridget Fonda, David Johansen, Earle Hyman, Christopher Plummer.

### Ricezione critica
Pur suggestiva, l’animazione non raggiunge le vette oniriche de Il pianeta selvaggio, che pure pativa la mancanza di risorse adeguate. In Gandahar tutti i personaggi – uomini, robot, animali – sembrano ingessati nei movimenti, di contro però gli spunti offerti sono interessanti, i dialoghi mai banali, le ambientazioni efficaci e ben disegnate. Probabilmente sulla produzione ha influito negativamente il periodo in cui il film è stato realizzato. La fine degli anni Ottanta del secolo scorso è stata uno dei momenti più bassi per la qualità dell’animazione europea; basti pensare che nello stesso periodo di Gandahar in Giappone uscivano Laputa, castello nel cielo (1986) e Il mio vicino Totoro (1988) dello Studio Ghibli, due lungometraggi con standard qualitativi assai elevati.